# Vänersnäs
Vänersnäs är en småort i Vänersnäs socken i Vänersborgs kommun i Västra Götalands län. Småorten Vänersnäs är belägen vid Vänersnäs kyrka, på halvön  med samma namn, 13 km öster om Vargön och 18 km öster om Vänersborg.